# Narek Beglaryan
Narek Beglaryan (in armeno Նարեկ Բեգլարյան?; Noyemberyan, 1º settembre 1985) è un ex calciatore armeno, di ruolo attaccante.

## Carriera
In carriera ha giocato 2 partite in Intertoto e 7 partite nei preliminari di Europa League.